# Astragalus neurophyllus
Astragalus neurophyllus är en ärtväxtart som beskrevs av Adrien René Franchet. Astragalus neurophyllus ingår i släktet vedlar, och familjen ärtväxter. Inga underarter finns listade i Catalogue of Life.